# CH25H
CH25H (англ. Cholesterol 25-hydroxylase) – білок, який кодується однойменним геном, розташованим у людей на 10-й хромосомі. Довжина поліпептидного ланцюга білка становить 272 амінокислот, а молекулярна маса — 31 745.
| 10         |  | 20         |  | 30         |  | 40         |  | 50         |
| ---------- |  | ---------- |  | ---------- |  | ---------- |  | ---------- |
| MSCHNCSDPQ |  | VLCSSGQLFL |  | QPLWDHLRSW |  | EALLQSPFFP |  | VIFSITTYVG |
| FCLPFVVLDI |  | LCSWVPALRR |  | YKIHPDFSPS |  | AQQLLPCLGQ |  | TLYQHVMFVF |
| PVTLLHWARS |  | PALLPHEAPE |  | LLLLLHHILF |  | CLLLFDMEFF |  | VWHLLHHKVP |
| WLYRTFHKVH |  | HQNSSSFALA |  | TQYMSVWELF |  | SLGFFDMMNV |  | TLLGCHPLTT |
| LTFHVVNIWL |  | SVEDHSGYNF |  | PWSTHRLVPF |  | GWYGGVVHHD |  | LHHSHFNCNF |
| APYFTHWDKI |  | LGTLRTASVP |  | AR         |  |            |  |            |

A: Аланін

C: Цистеїн

D: Аспарагінова кислота

E: Глутамінова кислота

F: Фенілаланін

G: Гліцин

H: Гістидин

I: Ізолейцин

K: Лізин

L: Лейцин

M: Метіонін

N: Аспарагін

P: Пролін

Q: Глутамін

R: Аргінін

S: Серин

T: Треонін

V: Валін

W: Триптофан

Кодований геном білок за функцією належить до оксидоредуктаз. 
Задіяний у таких біологічних процесах, як метаболізм ліпідів, метаболізм стероїдів, метаболізм стеролів, біосинтез ліпідів, біосинтез стероїдів, біосинтез стеролів. 
Білок має сайт для зв'язування з іонами металів, іоном заліза. 
Локалізований у мембрані, ендоплазматичному ретикулумі.